# Paul Swietlicki
Paul Swietlicki (polnisch Paweł Świetlickiwikidata; * 13. Januar 1699 in Osterwein, Kreis Osterode, Herzogtum Preußen; † 9. November 1756 in Danzig, Polnisch-Preußen) war ein polnischer lutherischer Prediger in Danzig und Gründungsmitglied der Naturforschenden Gesellschaft.

## Leben
Der Vater Martin Swietlicki war evangelischer Pfarrer in Osterwein, die Mutter Catharina Schnitzenbäumer Tochter des Pfarrers Johann Schnitzenbäumer aus Osterode bzw. Deutsch Eylau.
Paul Swietlicki besuchte die Johannesschule und seit 1712 das Akademische Gymnasium in Danzig. 1720 immatrikulierte er sich an der Universität Rostock und 1722 in Wittenberg.
1724 zog er von dort zunächst in die Niederlande und dann nach Paris, wo er im folgenden Jahr im Dienste des schwedischen Gesandten Peter von Gedda (als Hauslehrer?) tätig war. 1726 ging er nach England als Lehrer der Familie von der Lippe, wo er unter anderem auch in Oxford und Cambridge Kontakte zu namhaften Gelehrten hatte. 1728 wurde Swietlicki in London zum lutherischen Prediger ordiniert und kehrte dann nach Paris in die schwedische Gesandtschaft zurück.
1729 wurde Paul Swietlicki auf Einladung des Stadtrats Prediger an der polnischen St.-Annen-Kapelle in Danzig und Lehrer für polnische Sprache am Akademischen Gymnasium. Seit 1734 war er Diakon an der St.-Johannes-Kirche und seit 1750 dort Pfarrer bis an sein Lebensende.
Paul Swietlicki war 1743 eines der Gründungsmitglieder der Naturforschenden Gesellschaft in Danzig. Er nahm Anteil an den neuesten Erkenntnissen zur Elektrizitätsforschung und beschäftigte sich mit Problemen der Mechanik. Seine Theologie war rationalistisch und pietistisch geprägt. Deshalb gab es seit 1736 einen langandauernden theologischen Streit mit dem Prediger Johann Daniel Kickebusch vom St.-Johannes-Hospital, der ihn abweichender Lehren bezichtigte. Die Auseinandersetzung hatte für Swietlicki keine negativen Folgen, da der Rat der Stadt als sein Arbeitgeber ihn unterstützte.
Paul Swietlicki war verheiratet und hatte mehrere Kinder.
Er veröffentlichte einige theologische Schriften, darunter seine Dissertation in lateinischer Sprache.